# Quartier des Carmes
Le quartier des Carmes est un quartier historique de Toulouse. Il est situé au sud-ouest du secteur 1 - Centre (Carmes-Capitole-Arnaud Bernard), dans le centre historique de la ville.

## Géographie
Le quartier des Carmes est un des quartiers centraux de Toulouse. Il se situe au cœur du centre historique, sur la rive droite de la Garonne. Il est d'ailleurs entièrement inclus dans le secteur sauvegardé.
Le quartier est délimité
- à l'ouest, par la Garonne ;
- au sud, par le pont Saint-Michel et les allées Paul-Feuga ;
- à l'est, par la place du Parlement, la place du Salin et la rue du Languedoc et la première partie de la rue d'Alsace-Lorraine ;
- au nord, par la place Esquirol, la première partie de la rue de Metz et la place du Pont-Neuf.

## Histoire

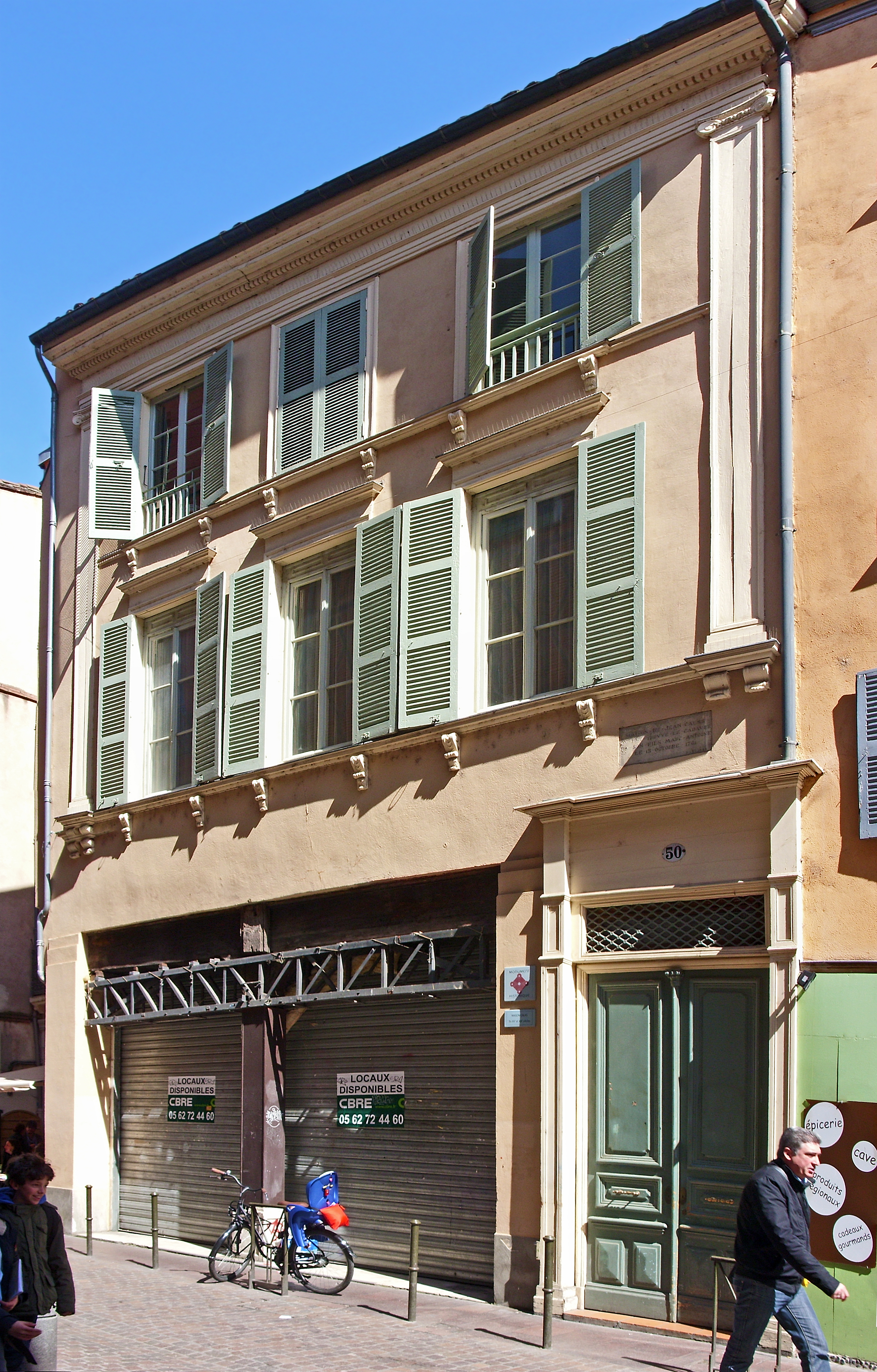
La maison de Jean Calas, rue des Filatiers.

Vieux quartier toulousain, traversé par le cardo romain (l'axe nord-sud), les Carmes s'organisent autour d'une ancienne halle dont la construction a été décidée par les capitouls en 1203. La rue des Filatiers est une des rues les plus importantes du quartier. C'est dans cette rue notamment que l'on retrouve un des hauts lieux de l'histoire judiciaire toulousaine, la maison de Jean Calas. Le quartier est connu pour être animé. De nombreux restaurants et bars y sont implantés ainsi que le Marché des Carmes et son parking payant de 520 places.

## Lieux et monuments

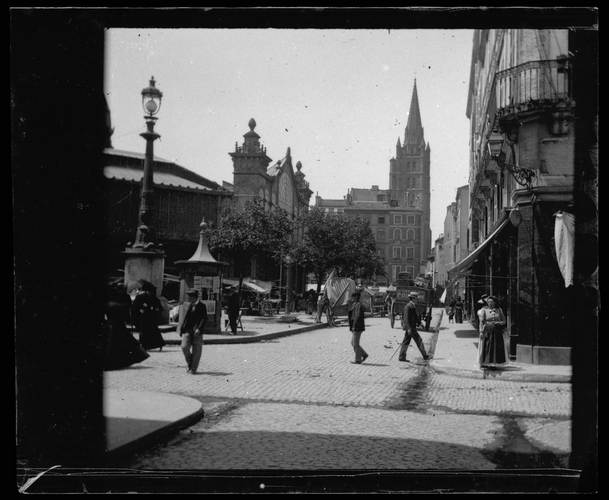
Toulouse. Les Carmes (1905)

### Lieux de culte

#### Catholique
- Église Notre-Dame de la Dalbade
- Chapelle Mac-Carthy

#### Protestant
- Temple du Salin

### Enseignement
- Écoles maternelle et élémentaire Fabre
- Calandreta de Garoneta
- Institut catholique de Toulouse

### Institutions culturelles
- Direction régionale des Affaires culturelles (DRAC) Occitanie
- Centre occitan des danses et musiques traditionnelles
- Bibliothèque municipale Fabre

## Voies de communications et transports

### Transports en commun

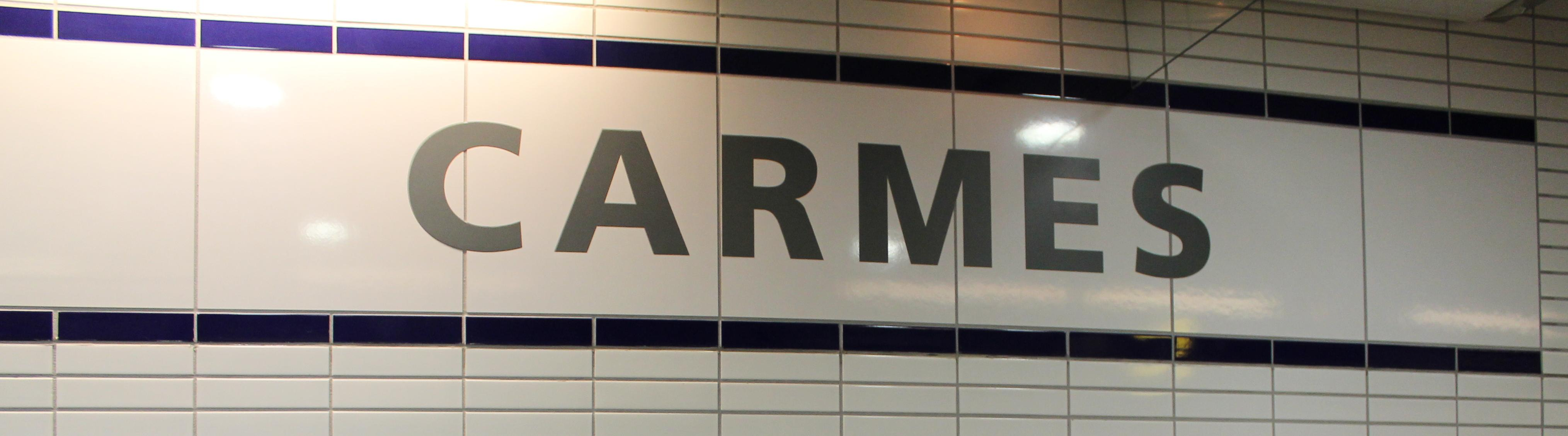
La station de métro des Carmes sur la ligne B.

- Carmes
  - 44Ville

- Palais de Justice
  - 66

- Esquirol
  - 44